# Munchi's Ford World Rally Team
Munchi's Ford World Rally Team fue un equipo privado argentino de rally que compitió en el Campeonato del Mundo de Rally desde 2007 hasta 2011. Aunque la base comercial y capital del equipo estaba en Argentina, su sede técnica se encontraba en Cumbria, Reino Unido, en la base M-Sport de Ford, donde se fabricaban y preparaban los vehículos con los que competian.
El equipo debutó en el Rally de Suecia de 2007, y su mejor resultado en el mundial ha sido un cuarto puesto en el Rally de Grecia de 2009. Ha tenido varios pilotos, mayoritariamente argentinos: Luis Pérez Companc, Federico Villagra y Juan Pablo Raies; pero también han competido Henning Solberg, Barry Clark, Armodios Vovos, Matti Rantanen y Mattias Therman.
Su principal piloto fue el argentino Federico Villagra, copilotado por su compatriota Jorge Pérez Companc, a bordo siempre de vehículos Ford, al comienzo con un Focus WRC y en las últimas participaciones con Fiesta WRC. 

## Galería

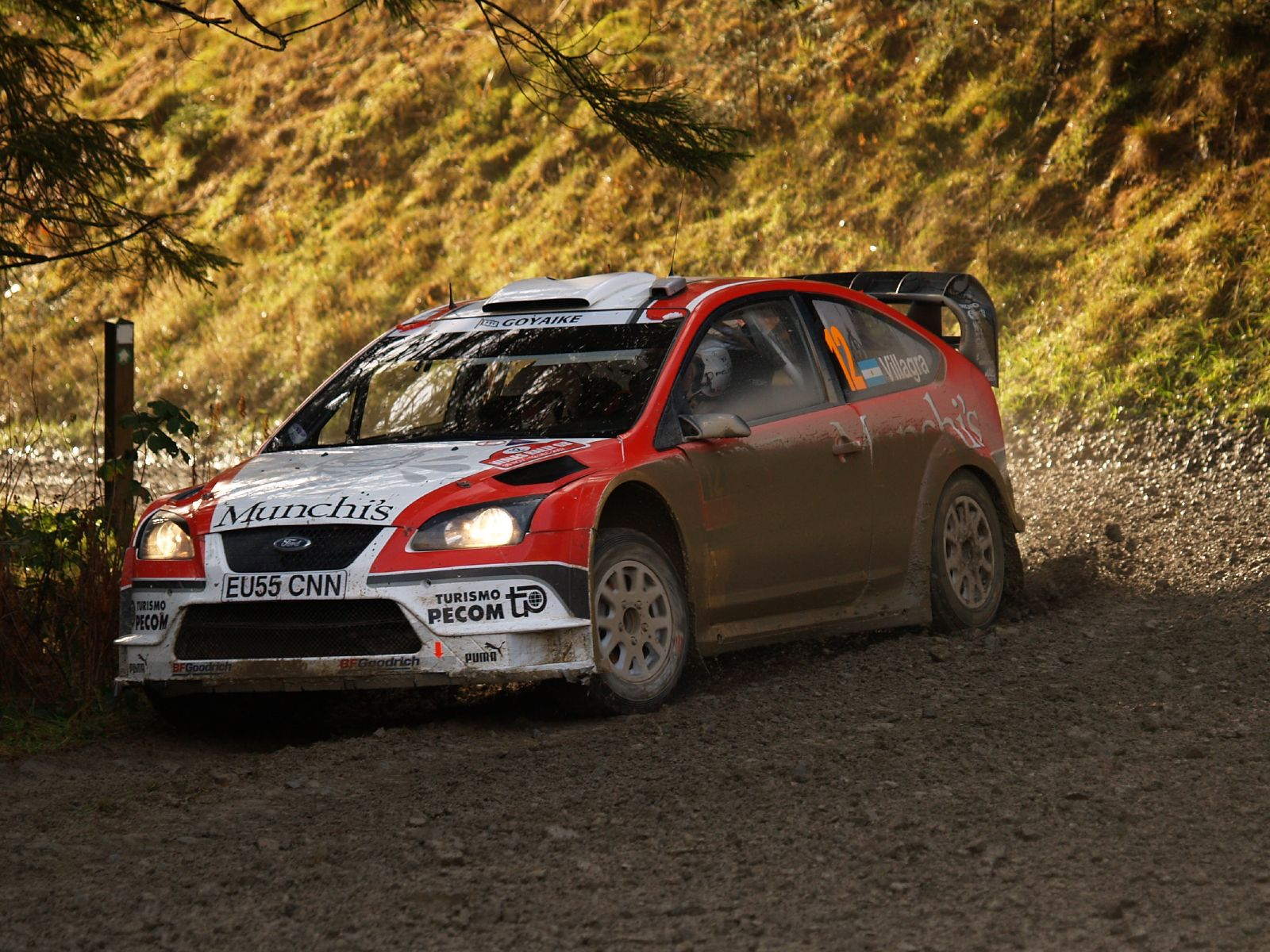
Federico Villagra en 2007
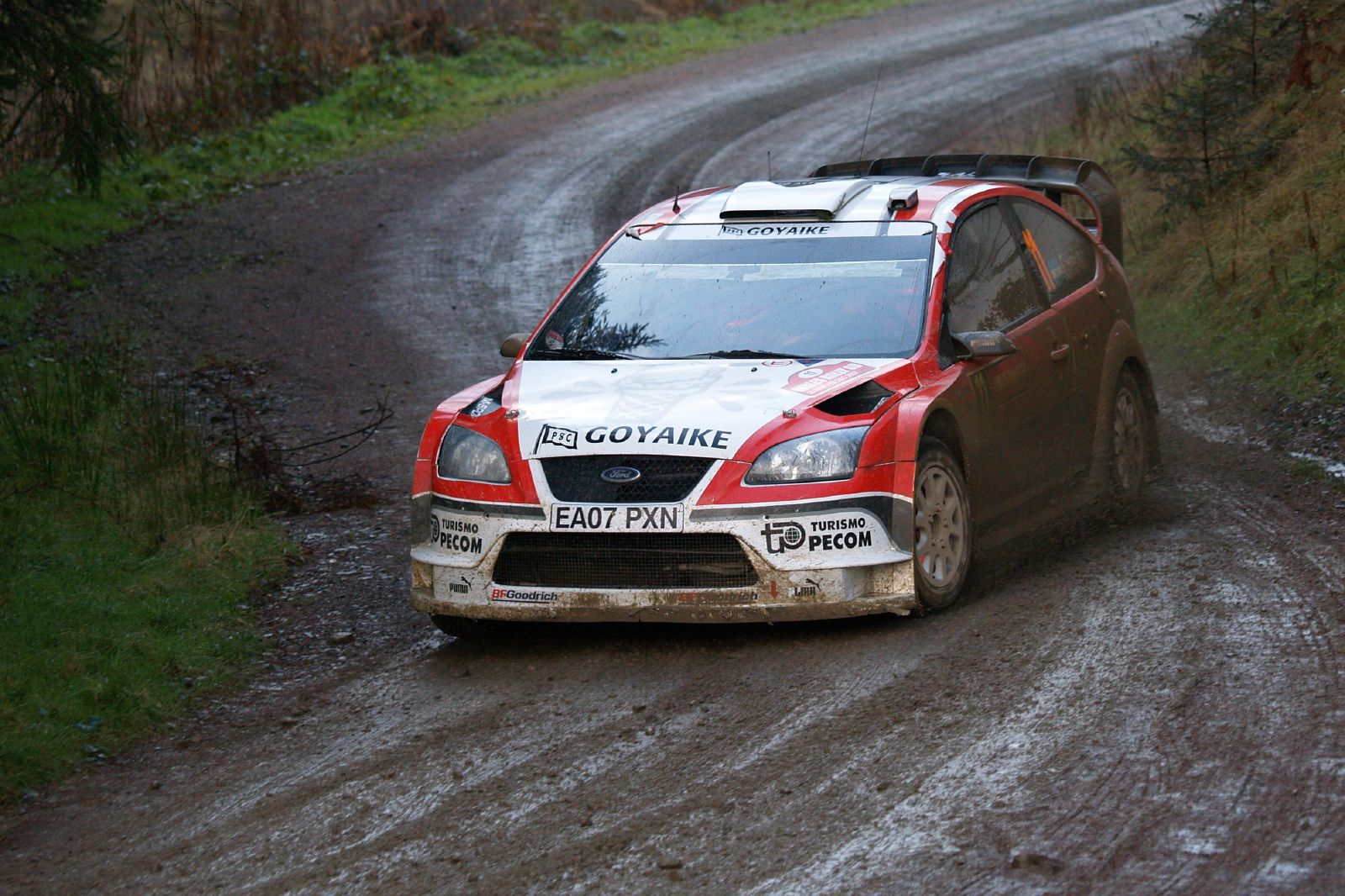
Luis Pérez Companc en 2007
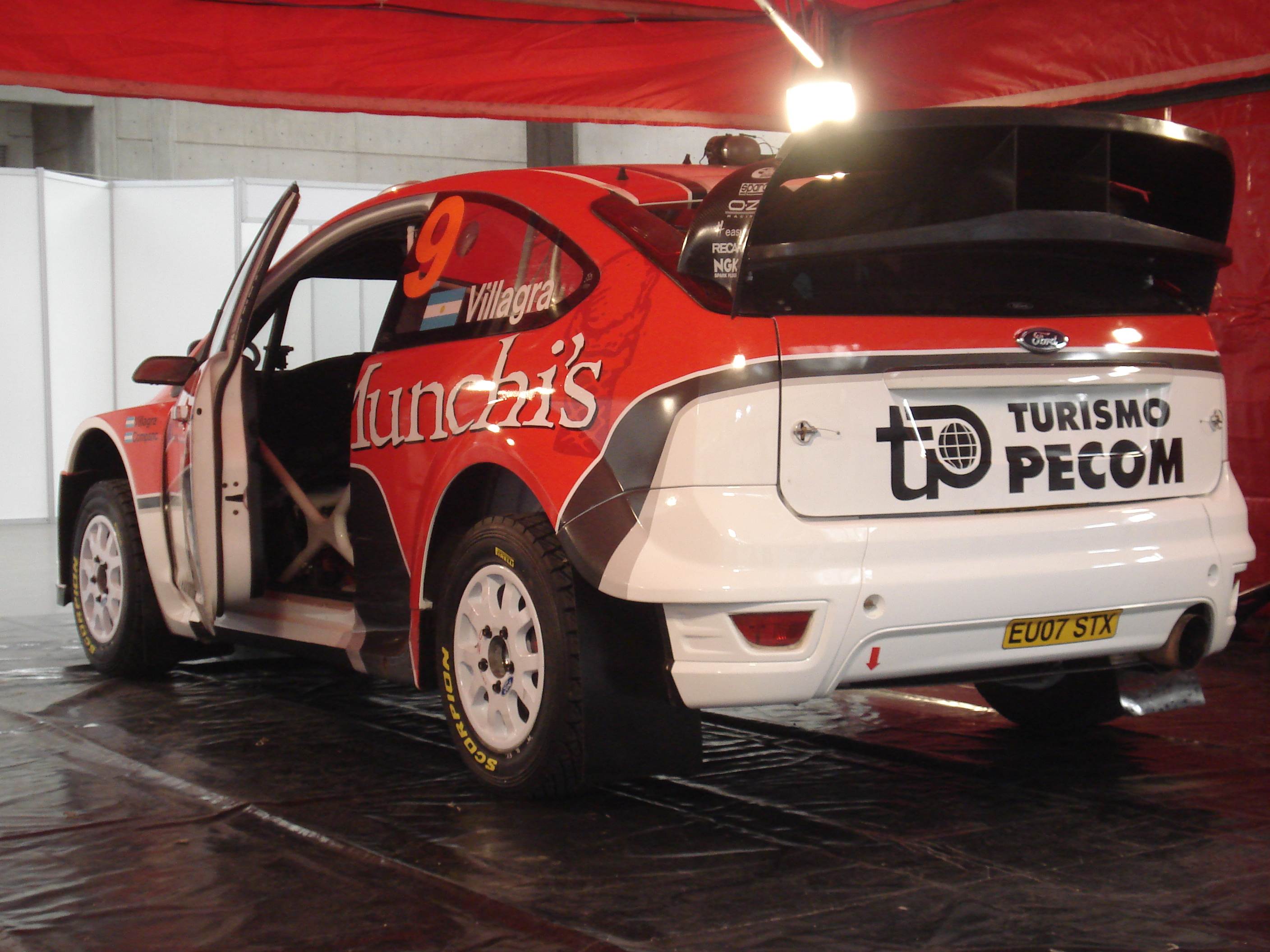
Federico Villagra en el Rally de Argentina de 2008
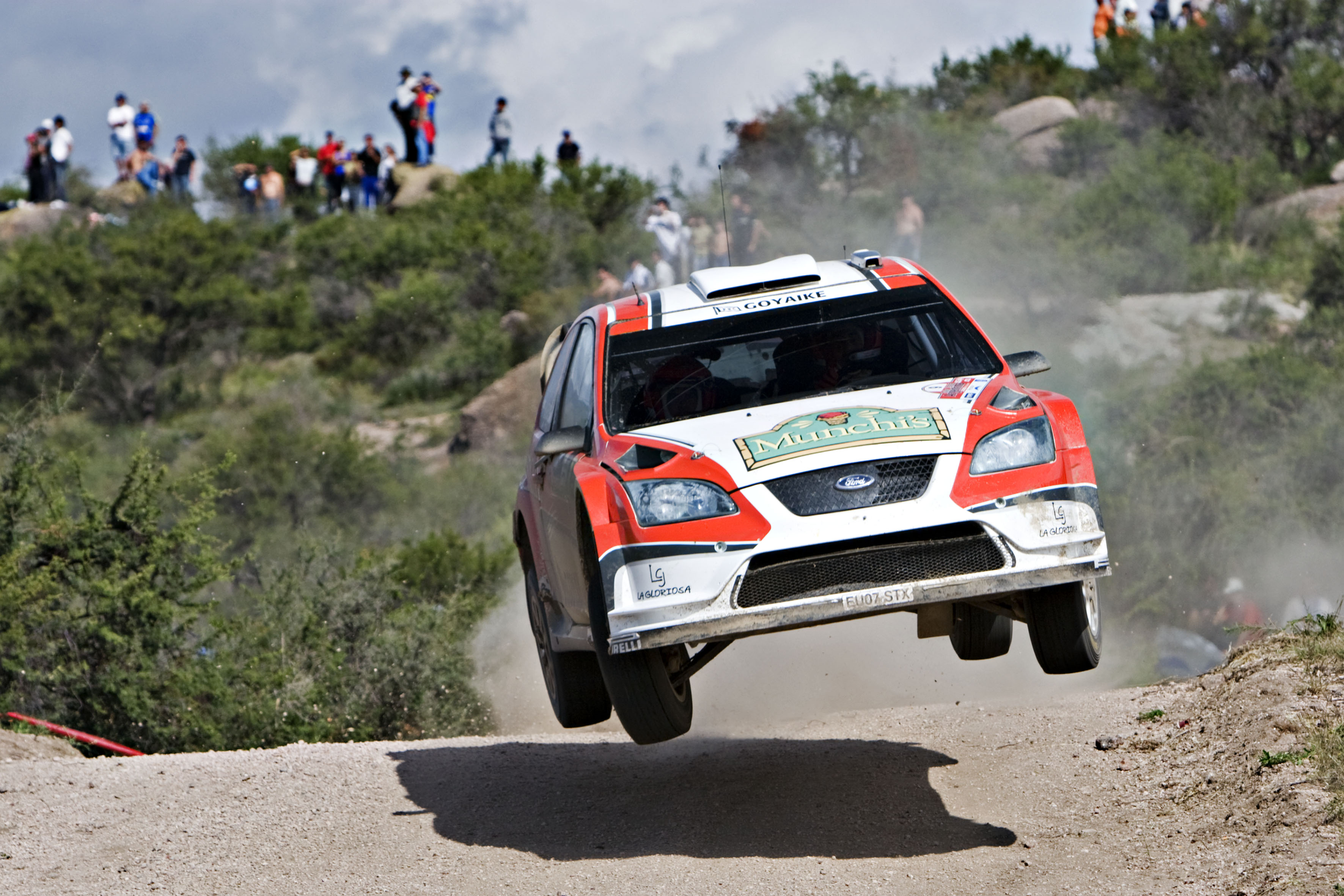
Federico Villagra en el Rally de Argentina de 2008
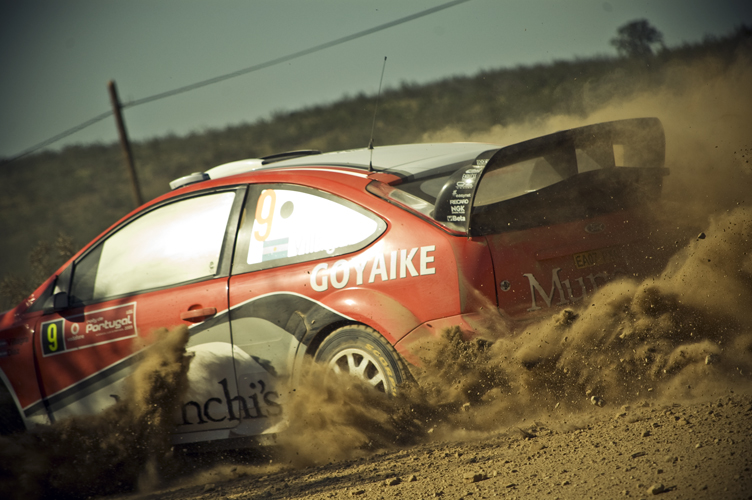
Federico Villagra en el Rally de Portugal de 2009